# Allie Sherlock
Allie Sherlock (Cork, 7 de abril de 2005) es una cantante, compositora, guitarrista y música ambulante irlandesa. En junio de 2017 se hizo viral un video en el que ella interpreta una versión de “Supermarket Flowers” de Ed Sheeran. En 2018, apareció en The Ellen DeGeneres Show. Además ha interpretado con frecuencia en Grafton Street en Dublín, Irlanda.

## Infancia y vida personal
Sherlock nació el 7 de abril de 2005 y es originaria de Douglas en Cork, Irlanda. Dejó la escuela primaria en 2016 debido al acoso escolar que vivió y la cambiaron a la modalidad “homeschool” o escuela en casa.  "No era físico, era más la forma en que me trataban. Se hizo de una manera más furtiva y astuta. Llegaba a casa muy estresada y literalmente estaba transpirando por el estrés", explicó.
Su madre falleció cuando ella tenía 9 años de edad.  Ella dijo: "Fue desgarrador, pero tuve a mi padre aquí para ayudarme a superarlo. Puedo escribir canciones sobre eso ahora y la gente puede relacionarse con él si están pasando por el mismo escenario".
Desde los 11 ha interpretado casi de manera semanal en Grafton Street con el apoyo de su padre y manager, Mark Sherlock, quien ha filmado y subido sus videos en YouTube. Su padre también está allí para protegerla del acoso inapropiado que comúnmente les sucede a las mujeres callejeras.

## Carrera

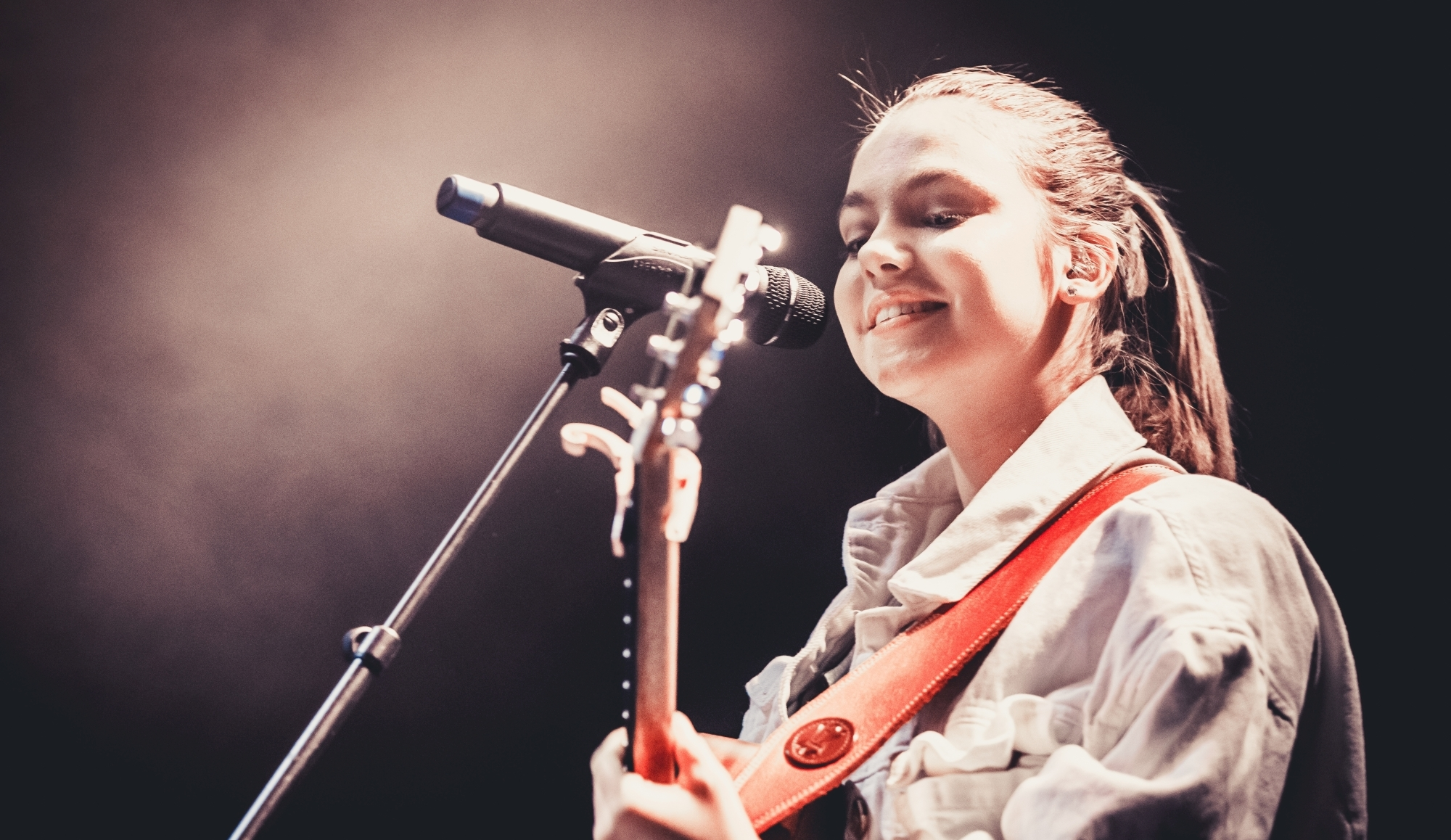
Allie Sherlock en concierto para apoyar a OneRepublic en Colonia, Alemania (marzo de 2020)

Su canal de YouTube fue creado en 2014 y hasta abril de 2022 ha tenido más de 5 millones suscriptores y generado más de 900 millones de visualizaciones. Después comenzó un canal de Patreon y (hasta abril de 2022) ha tenido 2 millones de seguidores en Instagram y 3 millones en Facebook.
En 2017, estuvo en el programa Britain 's Got Talent (serie 12) y logró avanzar a la segunda ronda. En agosto de 2017 interpretó en el certamen de belleza Miss Universo Irlanda.
A principios de 2018, interpretó la canción Million Years Ago de Adele en el programa The Ellen DeGeneres Show del canal televisivo ABC e interpretó Perfect de Ed Sheeran en The Ray D’Arcy Show del canal RTÉ One. Al paso del año 2018, Sherlock firmó un contrato por cinco años con Patriot Records, propiedad del vocalista principal de OneRepublic, Ryan Tedder.
Algunos conciertos en vivo de Sherlock en Irlanda han incluido interpretaciones en la Casa de Ópera en Cork (en diciembre de 2016), Avenida Cypress en Cork (en diciembre de 2018) y en el Teatro Olimpia en Dublín en abril de 2019. Interpretó a inicios de 2020 en Hamburgo, Alemania en el Elbphiharmonie Concert Hall. Durante el tour Europeo que se llevó a cabo en marzo de 2020 Sherlock apoyó a OneRepublic en los conciertos en París (Francia), Colonia (Alemania), Utrecht (Países Bajos), y en Paladio de Londres (Reino Unido).
Para febrero de 2020, lanzó la primera reproducción extended play (EP) de su portada At Last de Etta James. En junio de 2020, interpretó con RTÉ Concert Orchestra como parte del último episodio de Home School Hub de RTÉ. Además en 2020, Sherlock formó parte del colectivo femenil de artistas llamado “Irish Women in Harmony”, que grabó una versión de Dreams en apoyo a la beneficencia en contra del abuso doméstico.
En diciembre de 2021, Sherlock actuó en Virgin Media Televisión con Fanning en Whelan's Show.
En 2022, trabajó con el guitarrista de Kodaline Steve Garrigan para grabar y escribir canciones para su último álbum de música.

## Composición
Además de versionar canciones en YouTube, Sherlock también escribe canciones originales. Algunas de sus canciones originales han incluido “Hero”, “Locked Inside”, “Without You” (lanzado en julio de 2021) y “Leave Me With a Decent Goodbye” (septiembre, 2021). El tema “Hero” es sobre autoconfianza y “Locked Inside” describe cómo se sintió durante el periodo de cuarentena por COVID-19. La canción “The Night Before” habla sobre la muerte de su madre.

## Discografía
Álbumes

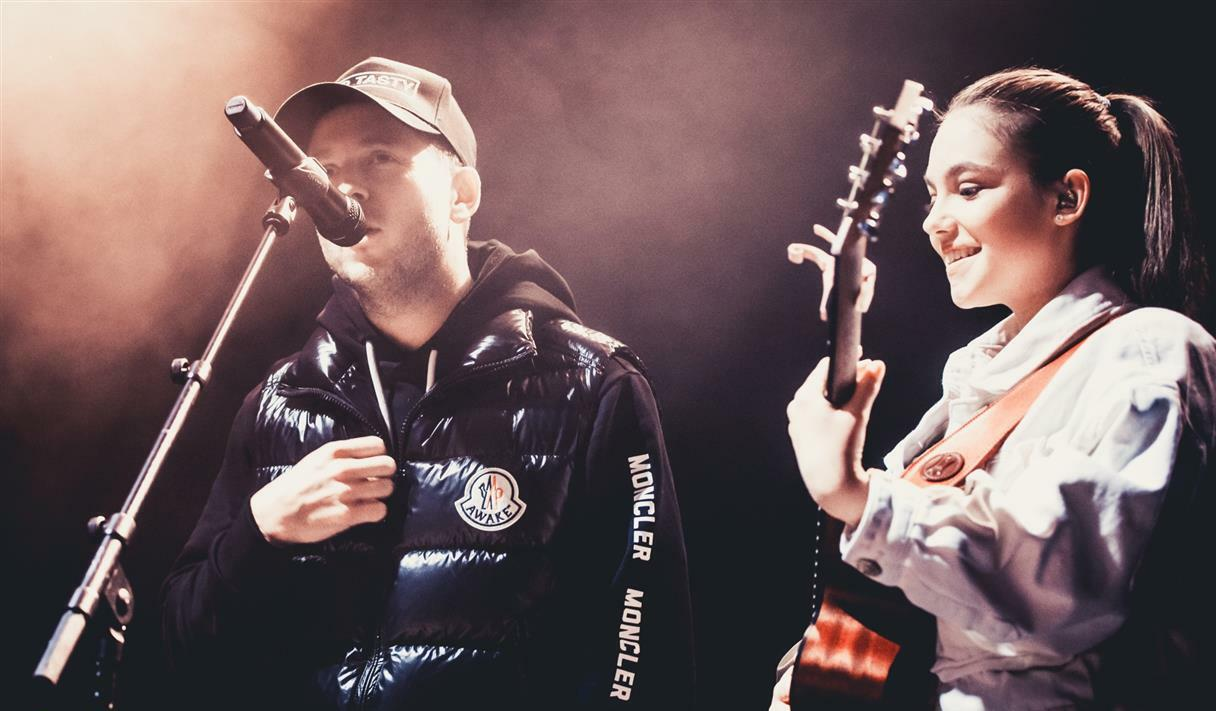
Ryan Tedder y Allie Sherlock en concierto en Colonia, Alemania (marzo de 2020)

- Allie Sherlock (10 pistas, publicado en noviembre de 2017)[32]
- A Part of Me (12 pistas, publicado en junio de 2020)[33]

EP
- Allie Sherlock (4 canciones, publicado en febrero de 2020)[34]
- Live At Elbphilharmonie (5 canciones, publicado en septiembre de 2020)[35]

Singles
- "Gabriel, How Can This Be?" (publicado en diciembre de 2018)[36]
- "Nothing's Gonna Stop Us Now" (publicado en noviembre de 2020)[37]
- "I Will Survive" (publicado en febrero de 2021)[38]
- "Back to Black" (publicado en abril de 2021)[39]
- "Beggin" (publicado en julio de 2021)[40]
- "Man in the Mirror" (publicado en julio de 2021)[41]